# Hrádek (tvrz, Neprobylice)
Hrádek je přestavěná tvrz v Neprobylicích v okrese Kladno. Stávající budovu postavili po roce 1587 v renesančním slohu za Pětipských z Chýš a Egerberka. Pokud měla nějakého staršího předchůdce, nic se z něj nedochovalo. Na začátku třicetileté války tvrz ztratila svou funkci panského sídla a od té doby sloužila jen k hospodářským účelům. Od roku 1967 je chráněna jako kulturní památka.

## Historie
Ve čtrnáctém století byly Neprobylice rozděleny mezi dva majitele, kteří v nich měli své tvrze. Tzv. dolní tvrz vlastnil na konci čtrnáctého století Pecha z Neprobylic. Druhá tvrz, zvaná Hrádek, stála v horní části vesnice a roku 1397 ji vlastnil Zdislav z Neprobylic. Kromě dvou tvrzí ve vsi stávaly ještě tři svobodné dvory, a dějiny jednotlivých sídel jsou proto obtížně rozlišitelné.

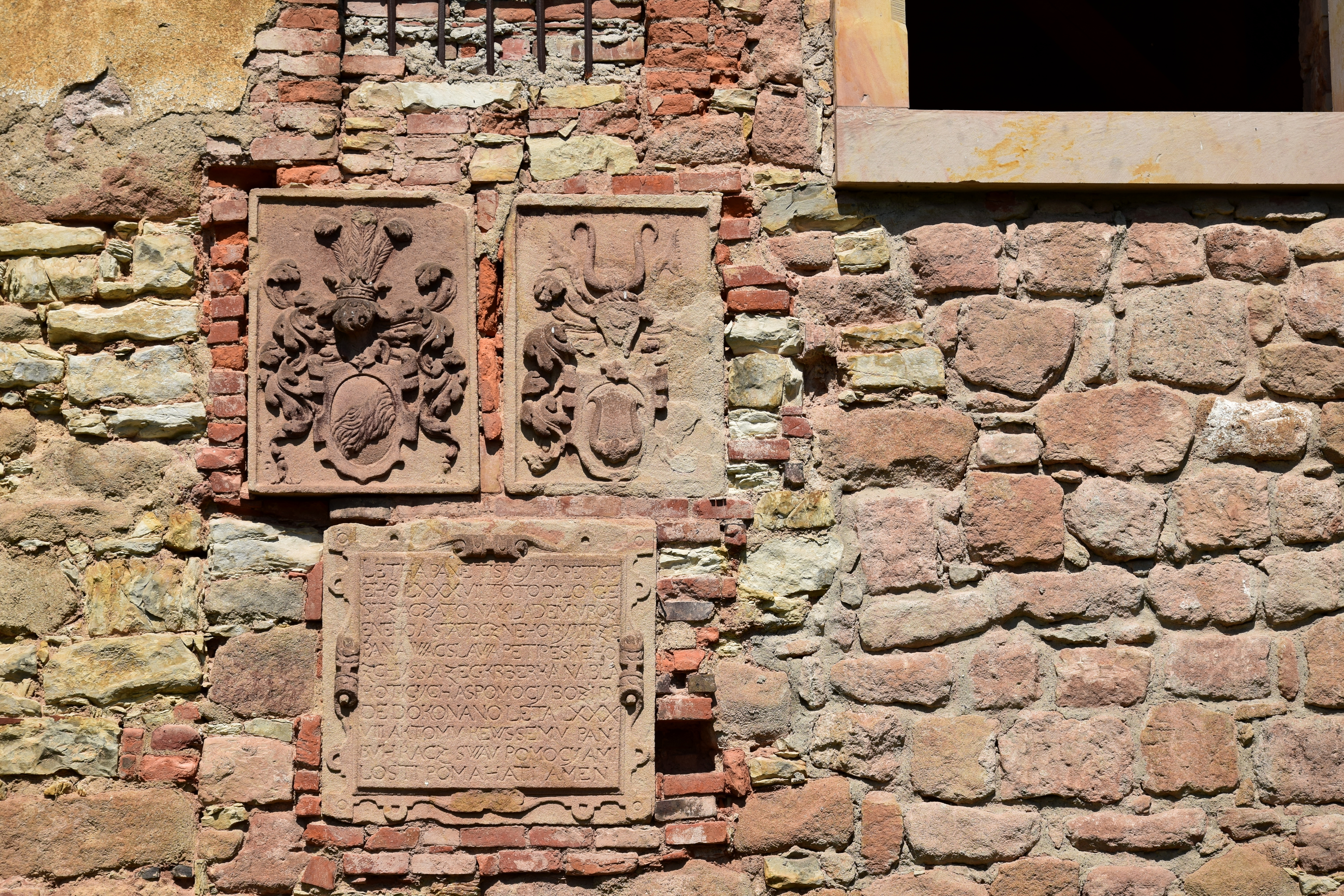
Nápisová deska s erby osazená v jižním průčelí budovy

Zdislavův potomek Racek z Neprobylic na tvrzi žil ještě v roce 1485, kdy prodal jakousi louku lidem z Třebíze. Dalším známým majitelem tvrze byl roku 1534 Jakub z Neprobylic a po něm jeho syn Jiří z Neprobylic. Jiří se oženil se Saloménou ze Ctiněvsi a roku 1552 jí zapsal věno ve výši 200 kop grošů, které pojistil neprobylickým majetkem. Saloména o tři roky později svůj podíl přenechala Dorotě z Neprobylic, která k němu připojila dvůr zvaný Straně a další majetek v Řešicích. Celý majetek závětí z roku 1560 odkázala svým sestrám Lidmile a Kateřině a jejímu synovi Matějovi, kteří žili ve Slaném. Tito statek po Dorotině smrti v roce 1571 zdědili a rozdělili si jej mezi sebe rovným dílem. Po jejich smrti tato část Neprobylic přešla na slánské měšťany Václava Suchana, Kateřinu Kubínovou a Václava Kohouta. Jejich podíl s tvrzí Hrádek koupil na počátku osmdesátých let šestnáctého století Václav Pětipeský z Chyš a Egerberka za 1260 kop grošů.
Václav Pětipeský získal také dolní neprobylickou tvrz a spojil tak Neprobylice do jediného statku. Podle Rudolfa Anděla dolní tvrz koupil roku 1572 od Mikuláše Kozelky z Hřivic za 2330 kop grošů. Nepotřebné sídlo poté beze stop zaniklo. Tvrz Hrádek však Václav nechal v letech 1587–1588 renesančně přestavět, nebo spíše znovu postavit, protože ve stávající stavbě nejsou rozpoznány žádné konstrukce starší než renesanční.[zdroj⁠?!] Po otcově smrti v roce 1602 Neprobylice zdědil jeho syn Odolen Pětipeský z Chyš a Egerberka. V letech 1618–1620 se zúčastnil stavovského povstání, za což byl odsouzen ke ztrátě majetku. Zkonfiskovaný statek roku 1623 koupil Jaroslav Bořita z Martinic. Nový majitel a jeho následovníci sídlili na zámku ve Smečně a neprobylický Hrádek začal sloužit pouze hospodářským účelům.
Ve druhé polovině dvacátého století byla údržba tvrze zanedbávána, až se zřítil krov a zdivo poškodily statické poruchy způsobené tlakem trámů a zatékající vodou. Na počátku 21. století byla zahájena rekonstrukce budovy. V roce 2008 byla postavena nová střecha a do roku 2013 probíhala obnova interiéru.

## Stavební podoba
Hrádek byl založen ve čtrnáctém století. Václav Pětipeský na místě staré tvrze nechal postavit novou renesanční tvrz s poplužním dvorem. Její dominantou se stala trojdílná budova s půdorysem o rozměrech přibližně 20 × 20 metrů. Původně se do ní vstupovalo z východní strany. Za vchodem bývala vstupní síň se schodištěm do sklepů. Pod schodištěm se dochovaly dva renesanční portálky.
V devatenáctém století bylo strženo první patro budovy a interiér byl rozčleněn novými příčkami. Část budovy poté sloužila jako ovčín, zatímco ve zbytku vznikl byt s černou kuchyní. Z původních architektonických detailů se v jižním průčelí dochovaly druhotně osazené erbovní desky Václava Pětipeského a jeho manželky Izoldy Vojkovské z Milhostic a nápisová deska, která informuje o dokončení přestavby tvrze.